# Circonscription de Ballarat
La circonscription de Ballarat est une circonscription électorale australienne dans la banlieue de Melbourne au Victoria. La circonscription a été créée en 1901 et est l'une des 75 circonscriptions de la première élection fédérale. Elle porte le nom de la ville de Ballarat. Elle était orthographiée Ballaarat jusqu'en 1977.
À divers moments de son histoire, elle a compris des villes comme Ararat, Daylesford, Maryborough et Stawell. La circonscription comprend actuellement la ville de Ballarat et les petites villes de Bacchus Marsh, Ballan, Daylesford, Creswick, Trentham et Clunes.
Ballarat a toujours été une circonscription disputée, changeant régulièrement de bord entre le Parti travailliste (Australie) et les partis de droite. Son membre le plus éminent a été Alfred Deakin qui fut premier ministre d'Australie à trois reprises. 
La circonscription de Ballarat détient aussi le titre du résultat le plus serré du Parlement. En 1919, le député nationaliste l'a emporté d'une seule voix.

## Représentants
| Nom               | Parti            | Période de mandat |
| ----------------- | ---------------- | ----------------- |
| Alfred Deakin     | Protectionniste  | 1901–1909         |
| Alfred Deakin     | Commonwealth     | 1909–1913         |
| Charles McGrath   | Travailliste     | 1913–1919         |
| Edwin Kerby       | Nationaliste     | 1919–1920         |
| Charles McGrath   | Travailliste     | 1920–1931         |
| Charles McGrath   | United Australia | 1931–1934         |
| Archibald Fisken  | United Australia | 1934–1937         |
| Reg Pollard       | Travailliste     | 1937–1949         |
| Alan Pittard      | Libéral          | 1949–1951         |
| Robert Joshua     | Travailliste     | 1951–1955         |
| Dudley Erwin      | Libéral          | 1955–1975         |
| Jim Short         | Libéral          | 1975–1980         |
| John Mildren      | Travailliste     | 1980–1990         |
| Michael Ronaldson | Libéral          | 1990–2001         |
| Catherine King    | Travailliste     | 2001–en cours     |